# دیوان حافظ (نسخه پژمان بختیاری)
دی‍وان خ‍واج‍ه ش‍م‍س‌ال‍دی‍ن م‍ح‍م‍د ح‍اف‍ظ ش‍ی‍رازی: بانضمام کشف‌الغزل، شرح حال، فرهنگ از تصحیح‌های دیوان حافظ به‌اهتمام حسین پژمان بختیاری است که در سال ۱۳۱۸ منتشر شد.